# Lijst van nummer 1-hits in Duitsland in 1982
Deze hits stonden in 1982 op nummer 1 in de Musikmarkt Top 75, de bekendste hitlijst in Duitsland.
| Datum        | Artiest                           | Titel                                   |
| ------------ | --------------------------------- | --------------------------------------- |
| 1 januari    | ABBA                              | One of Us                               |
| 8 januari    | Gottlieb Wendehals                | Polonäse Blankenese                     |
| 15 januari   | Gottlieb Wendehals                | Polonäse Blankenese                     |
| 22 januari   | Gottlieb Wendehals                | Polonäse Blankenese                     |
| 29 januari   | Gottlieb Wendehals                | Polonäse Blankenese                     |
| 5 februari   | Spider Murphy Gang                | Skandal im Sperrbezirk                  |
| 12 februari  | Gottlieb Wendehals                | Polonäse Blankenese                     |
| 19 februari  | Spider Murphy Gang                | Skandal im Sperrbezirk                  |
| 26 februari  | Spider Murphy Gang                | Skandal im Sperrbezirk                  |
| 5 maart      | Spider Murphy Gang                | Skandal im Sperrbezirk                  |
| 12 maart     | Spider Murphy Gang                | Skandal im Sperrbezirk                  |
| 19 maart     | Spider Murphy Gang                | Skandal im Sperrbezirk                  |
| 26 maart     | Spider Murphy Gang                | Skandal im Sperrbezirk                  |
| 2 april      | Spider Murphy Gang                | Skandal im Sperrbezirk                  |
| 9 april      | Falco                             | Der Kommissar                           |
| 16 april     | Nicole                            | Ein bißchen Frieden                     |
| 23 april     | Falco                             | Der Kommissar                           |
| 30 april     | Falco                             | Der Kommissar                           |
| 7 mei        | Nicole                            | Ein bißchen Frieden                     |
| 14 mei       | Nicole                            | Ein bißchen Frieden                     |
| 21 mei       | Nicole                            | Ein bißchen Frieden                     |
| 28 mei       | Nicole                            | Ein bißchen Frieden                     |
| 4 juni       | Paul McCartney & Stevie Wonder    | Ebony and Ivory                         |
| 11 juni      | Paul McCartney & Stevie Wonder    | Ebony and Ivory                         |
| 18 juni      | Paul McCartney & Stevie Wonder    | Ebony and Ivory                         |
| 25 juni      | Paul McCartney & Stevie Wonder    | Ebony and Ivory                         |
| 2 juli       | Paul McCartney & Stevie Wonder    | Ebony and Ivory                         |
| 9 juli       | Orchestral Manoeuvres in the Dark | Maid of Orleans (The Waltz Joan of Arc) |
| 16 juli      | Orchestral Manoeuvres in the Dark | Maid of Orleans (The Waltz Joan of Arc) |
| 23 juli      | Orchestral Manoeuvres in the Dark | Maid of Orleans (The Waltz Joan of Arc) |
| 30 juli      | Markus                            | Ich will Spaß                           |
| 6 augustus   | Orchestral Manoeuvres in the Dark | Maid of Orleans (The Waltz Joan of Arc) |
| 13 augustus  | Markus                            | Ich will Spaß                           |
| 20 augustus  | Andy Borg                         | Adiós amor                              |
| 27 augustus  | Andy Borg                         | Adiós amor                              |
| 3 september  | Andy Borg                         | Adiós amor                              |
| 10 september | Andy Borg                         | Adiós amor                              |
| 17 september | Andy Borg                         | Adiós amor                              |
| 24 september | F.R. David                        | Words                                   |
| 1 oktober    | F.R. David                        | Words                                   |
| 8 oktober    | F.R. David                        | Words                                   |
| 15 oktober   | F.R. David                        | Words                                   |
| 22 oktober   | F.R. David                        | Words                                   |
| 29 oktober   | F.R. David                        | Words                                   |
| 5 november   | F.R. David                        | Words                                   |
| 12 november  | F.R. David                        | Words                                   |
| 19 november  | F.R. David                        | Words                                   |
| 26 november  | F.R. David                        | Words                                   |
| 3 december   | F.R. David                        | Words                                   |
| 10 december  | Culture Club                      | Do You Really Want to Hurt Me           |
| 17 december  | Culture Club                      | Do You Really Want to Hurt Me           |
| 24 december  | Culture Club                      | Do You Really Want to Hurt Me           |
| 31 december  | Culture Club                      | Do You Really Want to Hurt Me           |